# Kyodo News

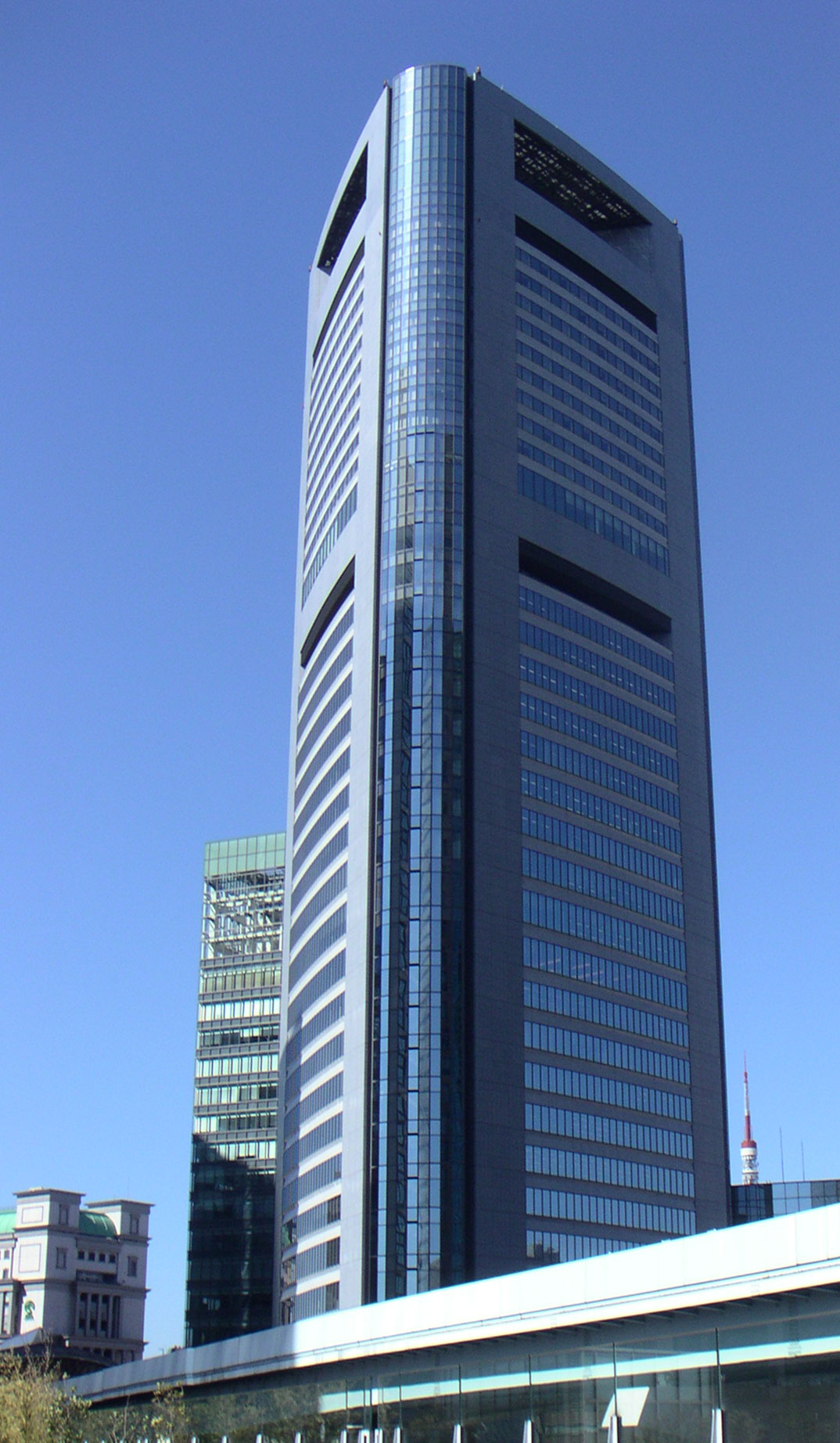
Shiodome Media Tower, hoofdkantoor van Kyodo News in Minato, Tokio, Japan

Kyodo News (共同通信社 Kyōdō Tsūshinsha) is een non-profit coöperatief persbureau uit Minato, Tokio. De oprichting was in november 1945 en men voorziet bijna alle kranten, radio- en televisiestations in Japan van nieuws. De gezamenlijke kranten die hier nieuws afnemen hebben ongeveer 50 miljoen abonnees. K. K. Kyodo News is Kyodo News' zakelijk tak, opgericht in 1972. De subdivisie Kyodo News International, opgericht in 1982, voorziet meer dan 200 internationale nieuwsmedia van nieuws en heeft het hoofdkantoor op Rockefeller Center in New York.
De online nieuwssite is in het Japans, Chinees (vereenvoudigd en traditioneel), Koreaans en Engels.
Het agentschap heeft meer dan 1000 journalisten en fotografen in dienst en heeft met meer dan 70 andere internationale agentschappen een nieuwsuitwisseling.
Satoshi Ishikawa was de eerste directeur.
Kyodo News is het enige persagentschap dat nog nieuws uitbrengt per radiofax. Het zendt complete kranten uit in het Japans en Engels, vaak in 60 lijnen per minuut in plaats van de gebruikelijke 120. Dit komt door het complexe Japanse schrift.